# Santiniketan
Santiniketan (em bengali: শান্তিনিকেতন) é uma cidade universitária localizada em Bolpur, no distrito indiano de Birbhum. É onde está estabelecida a Universidade Visva Bharati, fundada em 1901 pelo ganhador do Prêmio Nobel de Literatura Rabindranath Tagore. A universidade teve como alunos a ex-primeira-ministra da Índia Indira Gandhi, o ganhador do Prêmio Nobel e economista Amartya Sen e o cineasta Satyajit Ray.
A cidade universitária foi declarada como Patrimônio Mundial pela Organização das Nações Unidas para a Educação, Ciência e Cultura (UNESCO), em 2023.

## História
Em 1863, Maharshi Debendranath Tagore, líder do Brahmo Samaj, arrendou uma área de 20 acres de terra na região de Birbhum, pertencentes a Bhuban Mohan Sinha; e construiu uma casa de hospedes, colocando o nome de Santiniketan (morada da paz). No ano de 1888, Tagore criou um fundo para administrar a propriedade, e , entre 1890 e 1891 construiu um templo comunitário para quem desejasse meditar, independente da casta, crença ou religião.
Em dezembro de 1901, Rabindranath Tagore, filho de Debendranath, fundou a escola Brahmacharyashram, com ensinamentos inspirados no tapovan da Índia antiga; a princípio, a escola possuía cinco alunos, três professores cristãos, dois professores católicos romanos e um professor inglês. Em 1913, Rabindranath Tagore ganhou o Prêmio Nobel de Literatura; com as viagens que fazia e as pessoas com que interagia pelo mundo, surgiu a inspiração para criar um centro mundial de estudos da humanidade. Em 1921, transformou a escola em uma universidade, e a renomeou como Visva Bharati (confluência do mundo com a Índia). Visva Bharati foi o primeiro local na Índia a ministrar ensinamentos mistos, onde defendia a cultura e tradições da Índia e ensinava a educação ocidental moderna.
Com a morte de seu pai em 1905, Rabindranath Tagore assumiu totalmente a administração do complexo; até 1941, a universidade passou por uma grande expansão; todas as estruturas deste período se encontram intactas nos dias atuais.

## O complexo
A cidade universitária possui uma área de 36 hectares, e é dividida em três setores: Ashrama, Uttarayan, e Kala Bhavana e Sangeet Bhavana. Ashrama é a área que fica localizada as moradias estudantis, e os locais para o ensino e meditação. Uttarayan é a área dedicada aos museus, é nesta área que ficava a casa de Maharshi Tagore, que atualmente serve de museu-memorial. E Kala Bhavana e Sangeet Bhavana são as áreas dedicadas a arte e música, respectivamente. Algumas das estruturas do complexo são:
- Chhatimtala - Local onde Maharshi Debendranath Tagore, e depois seu filho Rabindranath Tagore costumavam meditar; foi o ponto de partida para Santiniketan. É uma área considerada sagrada, arborizada com árvores Chhatim (Alstonia scholaris), e há uma placa com os dizeres: "Ele é o repouso da minha vida, a alegria do meu coração, a paz da minha alma".[1]
- Santiniketan Griha - A casa foi construída em 1863, com o objetivo de servir de casa de hospedes de visitantes que desejavam meditar, sem distinção de religião ou crença. Em 1873, após a construção de um templo, a casa passou a ser residência da família Tagore. Após 1951, o imóvel passou a integrar a Universidade Visva-Bharati, sendo utilizada para vários propósitos. A princípio, foi construída somente com um pavimento e jardins que circundava toda a edificação, e foi feito uma alameda de árvores; em 1888, foi adicionado mais um pavimento.[1][2]
- Upasana Griha - É um templo, construído em 1890 com ferro fundido e inspirado na arquitetura indiana. Possui arcos com vitrais coloridos sustentados por capitéis coríntios.[1]
- Lago Pampa - Área com paisagismo japonês; o lago e os jardins foram projetados pelo artista japonês Kasahara, em tributo as tradições dos jardins japoneses.[1]
- Paschim Toron e Purva Toron - Edifícios construídos em 1912, para servir de residência para os estudantes. O Purva Toron é constituído de dois edifícios: Satish-Kutir (localizado à esquerda de Singha Sadan) e Mohit-Kutir (localizado à direita de Singha Sadan); a princípio, ambos os edifícios foram construídos com telhado de palha. O Purva Toron é o portal de entrada, inspirado nos fortes Mogol, com paredes grossas, nichos e uma grande porta central.[1]
- Udayana - A casa foi construída em 1919, serviu como residência de Rabindranath Tagore e sua esposa. A princípio, foi constituída somente com um pavimento e dois cômodos simples. Com o passar dos anos, a residência foi sendo expandida com muitas suítes em níveis diferentes. A casa já recebeu como hospede o primeiro ministro da índia Jawaharlal Nehru.[1]
- Ghantatala - Estrutura construída em 1920, projetada por Surendranath Kar com inspiração no estilo budista. Possui o formato de um portal, com um sino de bronze pendurado ao centro. Foi instalado com o objetivo de servir como sinal para as aulas e eventos diurnos.[1]
- Singha Sadan - Edifício onde são ministradas as aulas, construído em 1920, com a doação de Satyendraprasanna Sinha. Foi construído com duas torres, sino e relógio, que servem para regular as atividades dos alunos na universidade; e há dois outros edifícios que o ladeia: Paschim Toron e Purva Toron.[1]
- Chaiti - Estrutura construída em 1934, projetada por Nandalal Bose e Surendranath Kar, inspirados na arquitetura da tribo Santhal, muito presente na comunidade rural de Bengala. A estrutura foi construída com barro e alcatrão de carvão, e uma vitrine de vidro, que servia para exibição de obras de arte.[1]
- Punascha - A casa foi construída em 1936, com uma sala com paredes e assentos, e sem teto. Esta casa era usada pelo Rabindranath Tagore para leitura de poesias e foi neste local que criou a maioria de suas pinturas.[1]
- China Bhavana - O edifício foi construído em 1937, inspirado na arquitetura chinesa. Possui pinturas feitas por alunos com a técnica de têmpera nas paredes internas da varanda do térreo, sala de seminários e escada do primeiro pavimento. Foi construída para abrigar o Instituto Chinês, que tem o intuito de disseminar a cultura indo-chinesa.[1]
- Bichitra Bhavana - O casarão foi construído entre 1958 e 1961, com inspiração na arquitetura Mogol. Possui dois pavimentos, terraço, janelas com projeção tipo chajjas com técnica corbelled. Atualmente, abriga um museu onde há uma exposição sobre a vida e as obras de Debendranath Tagore, e uma biblioteca com fotos e arquivos da Visva-Bharati.[1][2]
- Taladhwaja - A cabana foi construída em 1960, em arquitetura orgânica com uma palmeira no centro; possui formato circular, paredes em barro e telhado em palha. Foi construída para servir de alojamento para Tejeschandra Sen, um amante de árvores.[1]
- Estúdio de Mastermoshai - O edifício localizado no setor de Kala Bhavana, foi construído para ser o estúdio do artista Nandalal Bose. O edifício possui janelas até o chão para que os pintores possam olhar a paisagem do entorno, também foram projetadas para que possam ficar abertas em dias de chuva, sem molhar a parte interna do edifício.[1]

## Turismo
Santiniketan é visitada por turistas, nacionais e internacionais, que são interessados em literatura, arte, música e meditação, e por pessoas interessada na vida e obras de Rabindranath Tagore. Pela proximidade com a capital Calcutá, pode-se chegar de trem, ônibus público e veículos próprio. Para circular pela cidade, pode ser à pé, de bicicleta ou de e-riquixás.

## Galeria de fotos

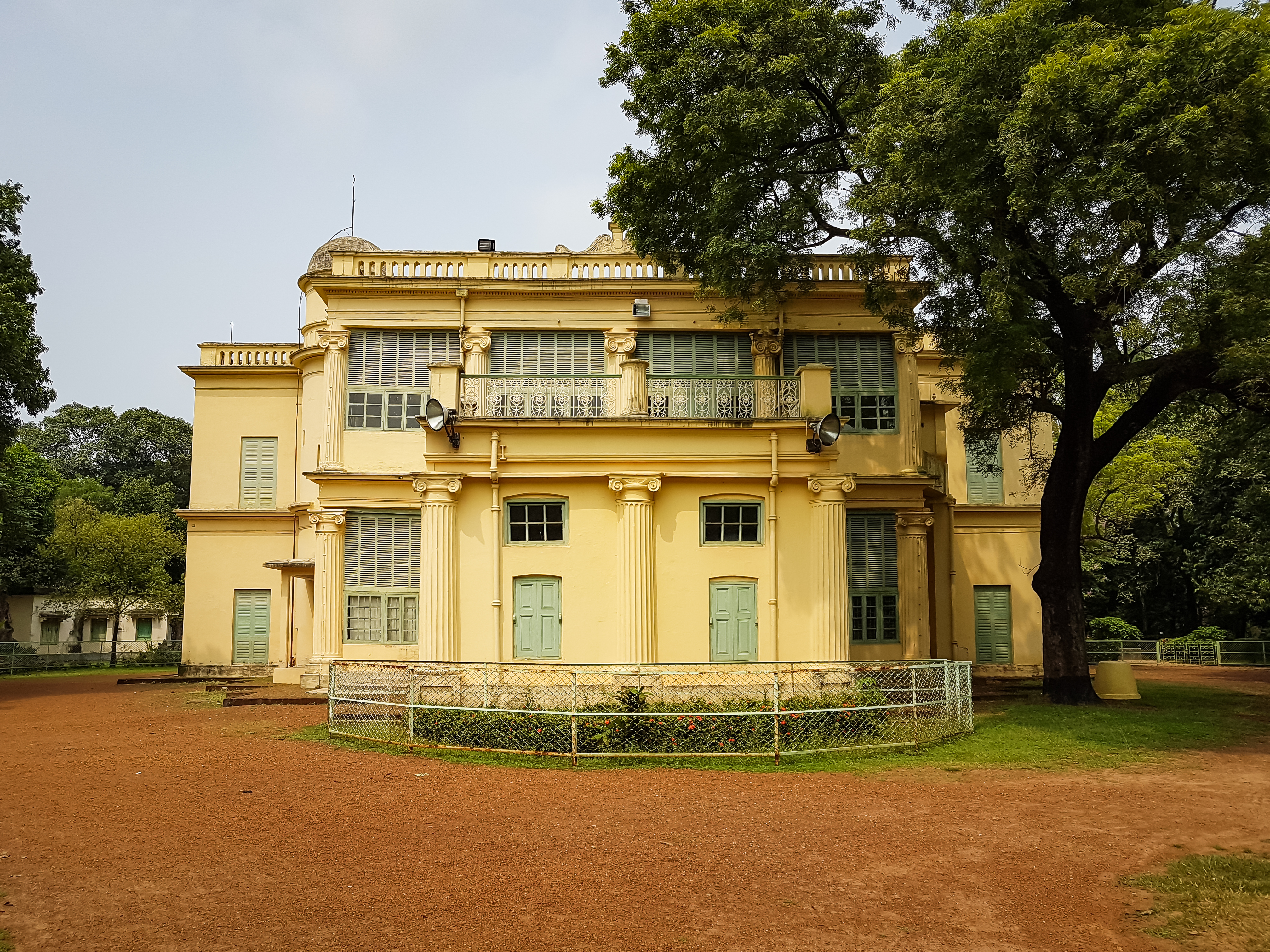
Santiniketan Griha
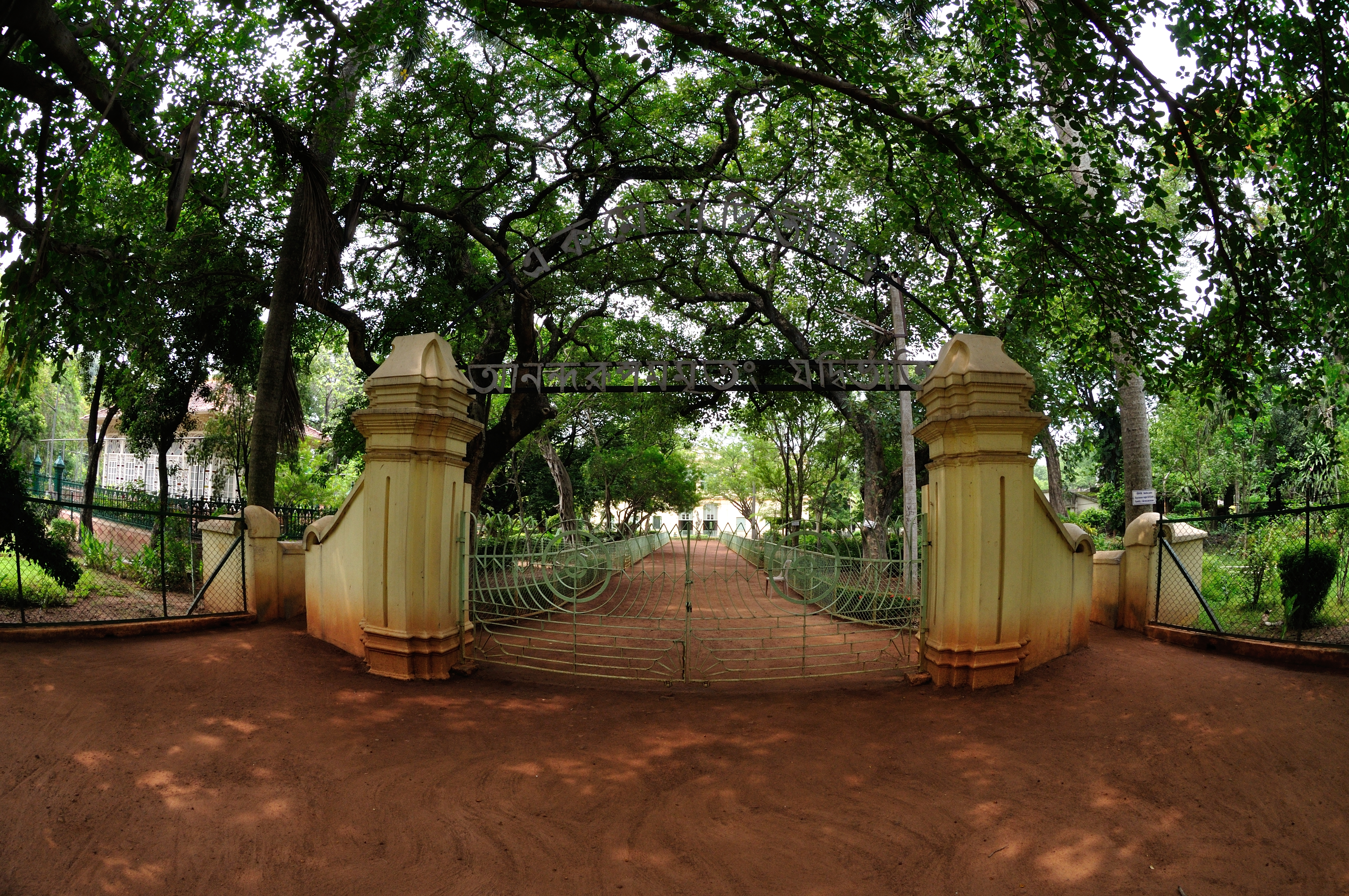
Portão da Santiniketan Griha
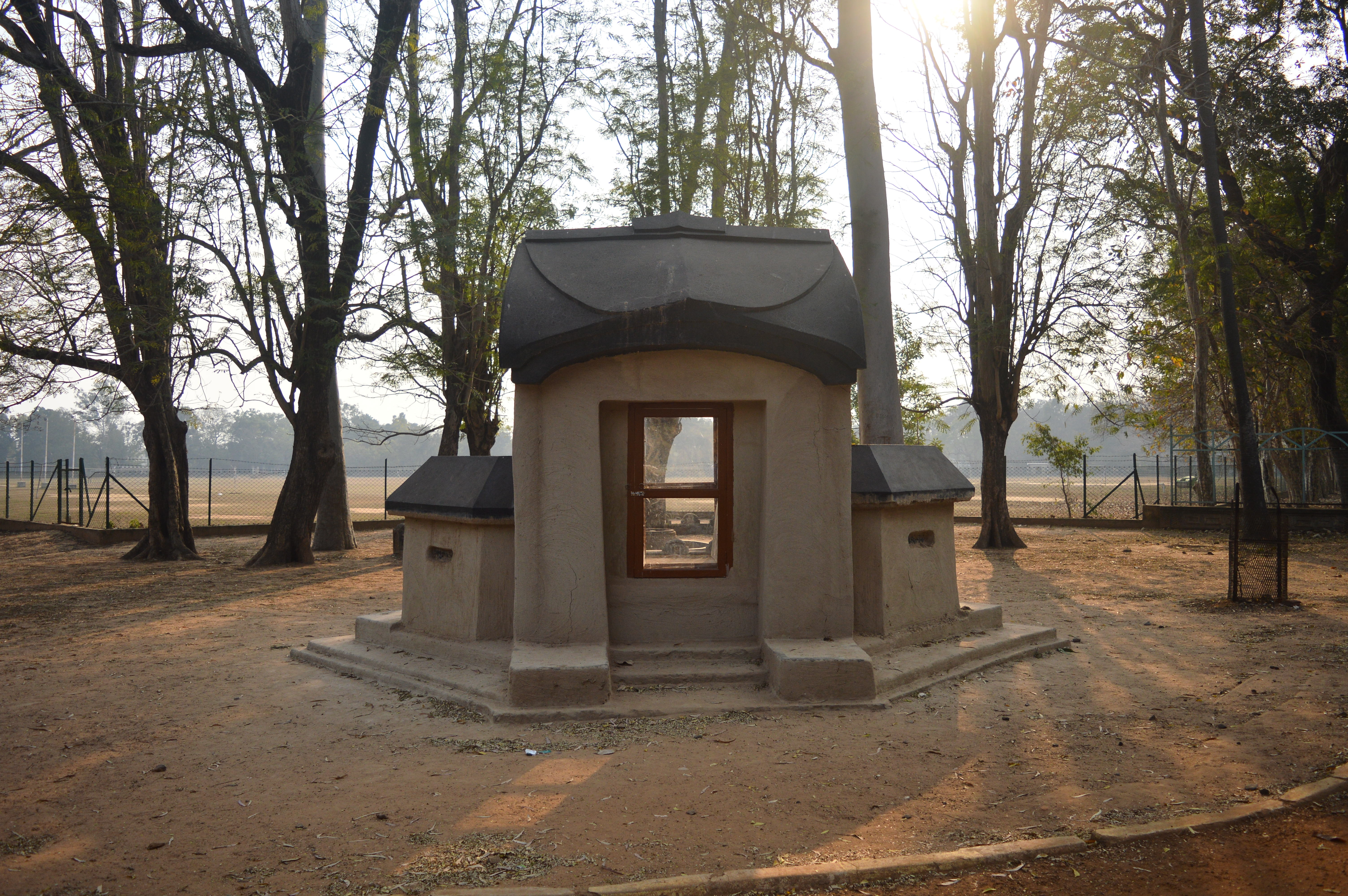
Chaitya
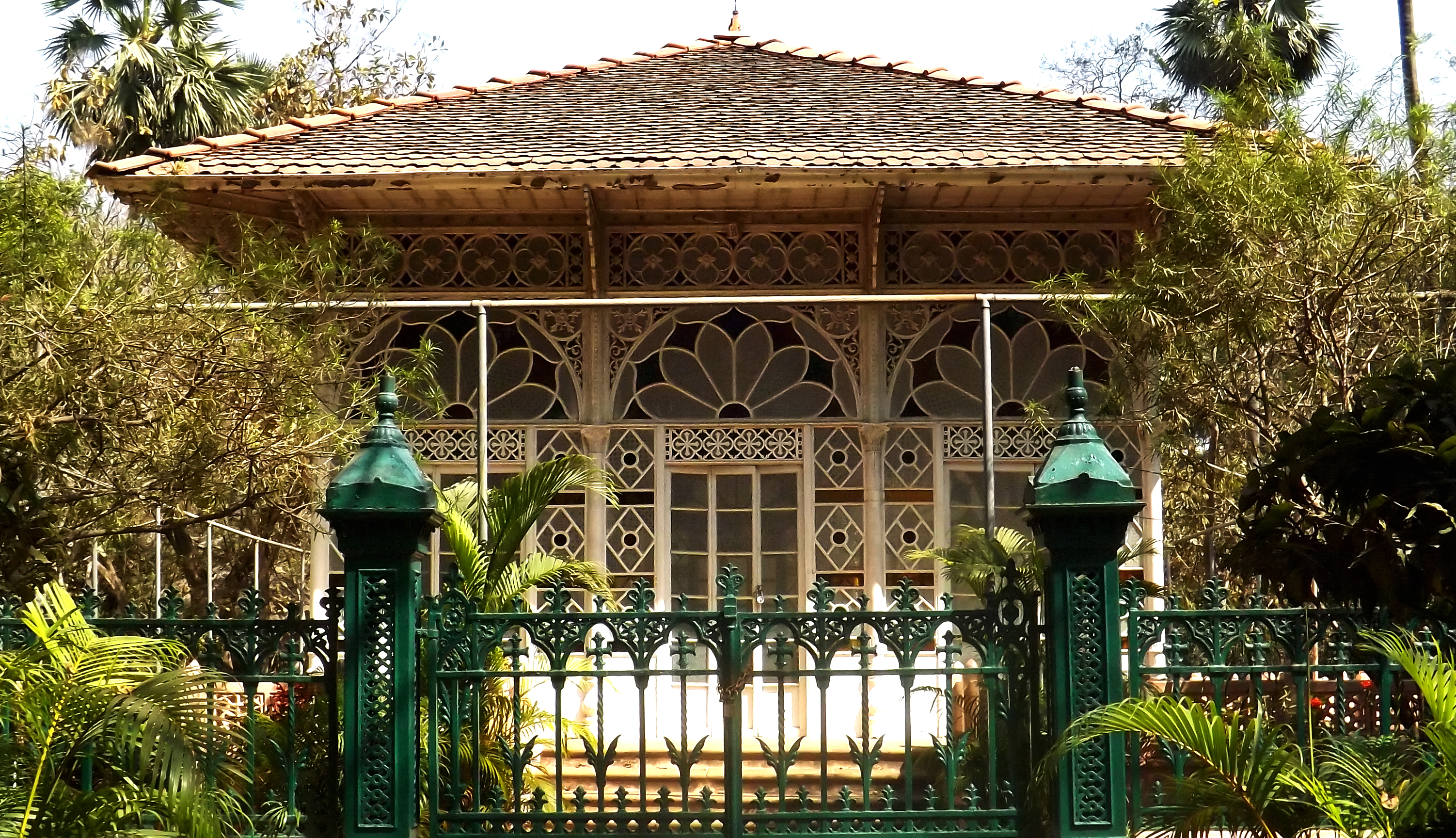
Upasana Griha
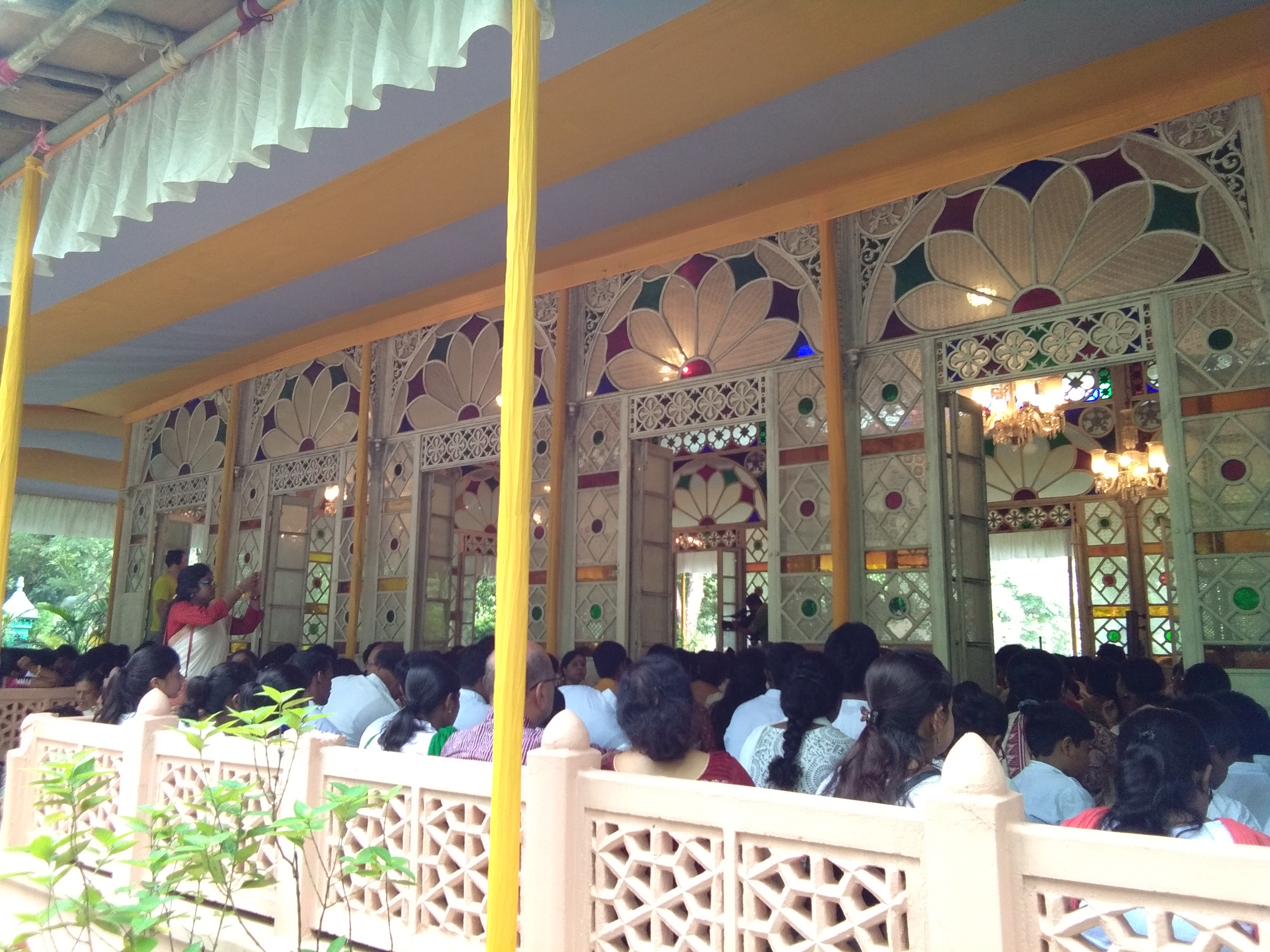
Detalhe de Upasana Griha
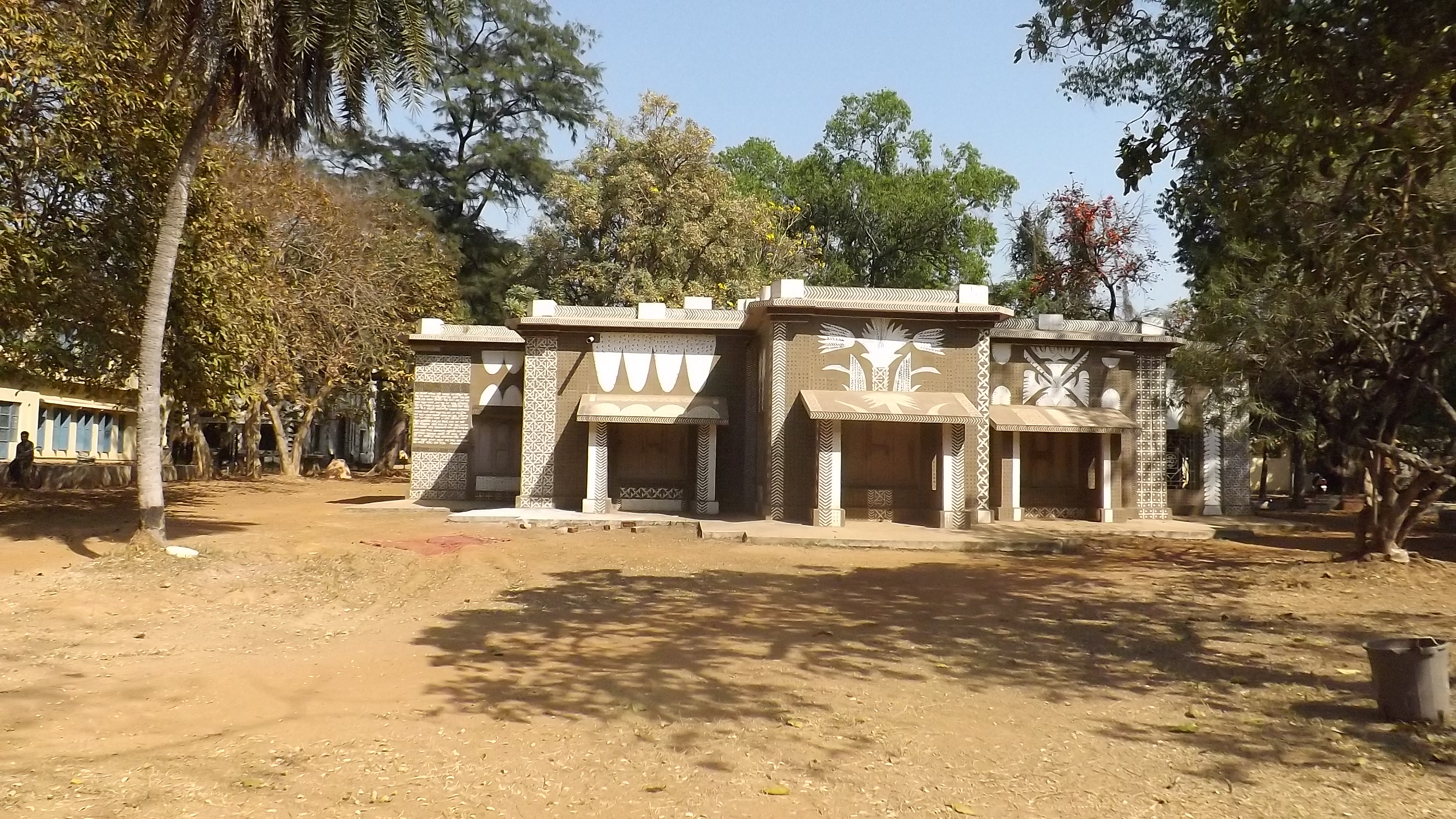
Kala Bhavan
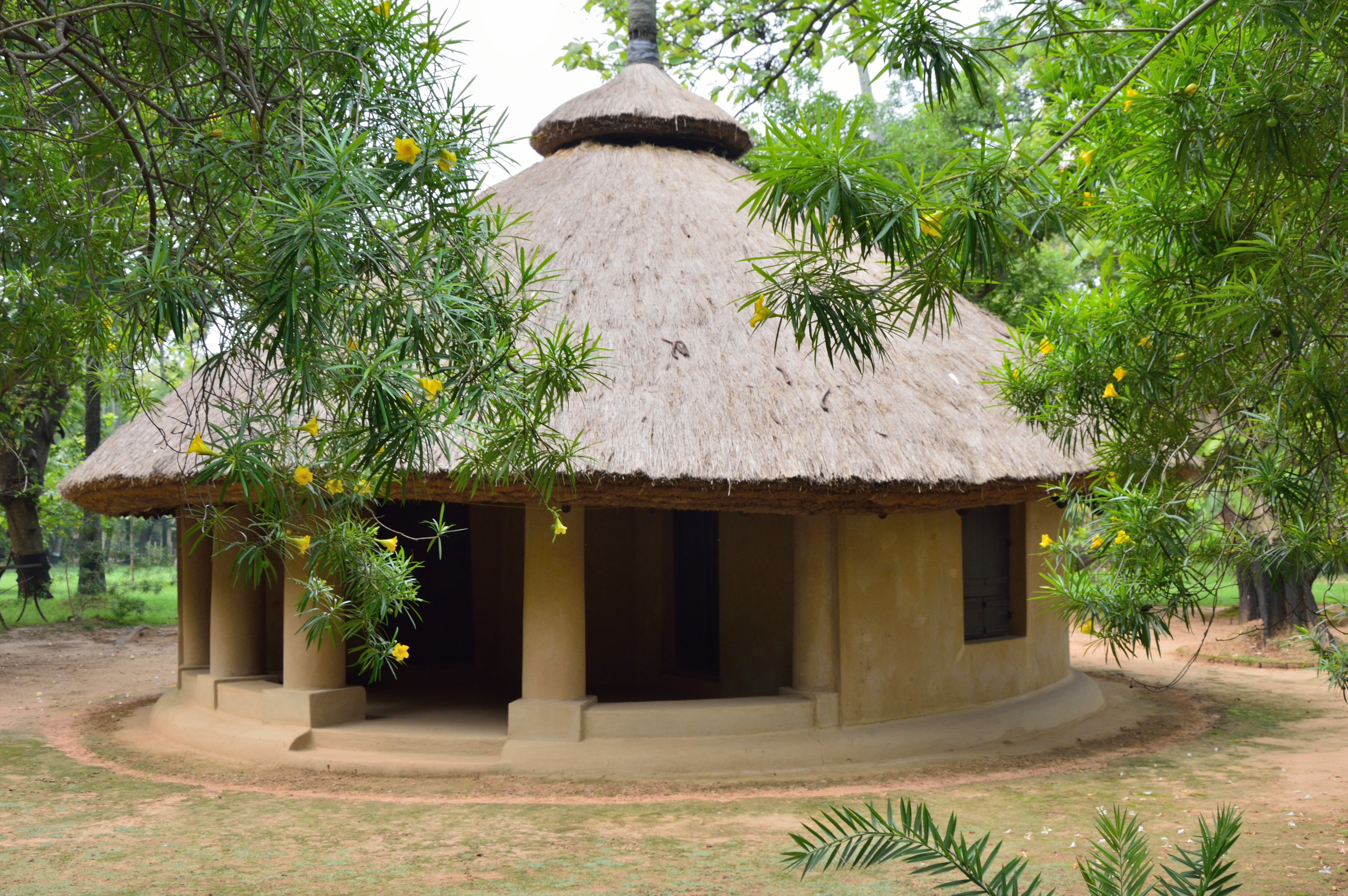
Taladhwaja
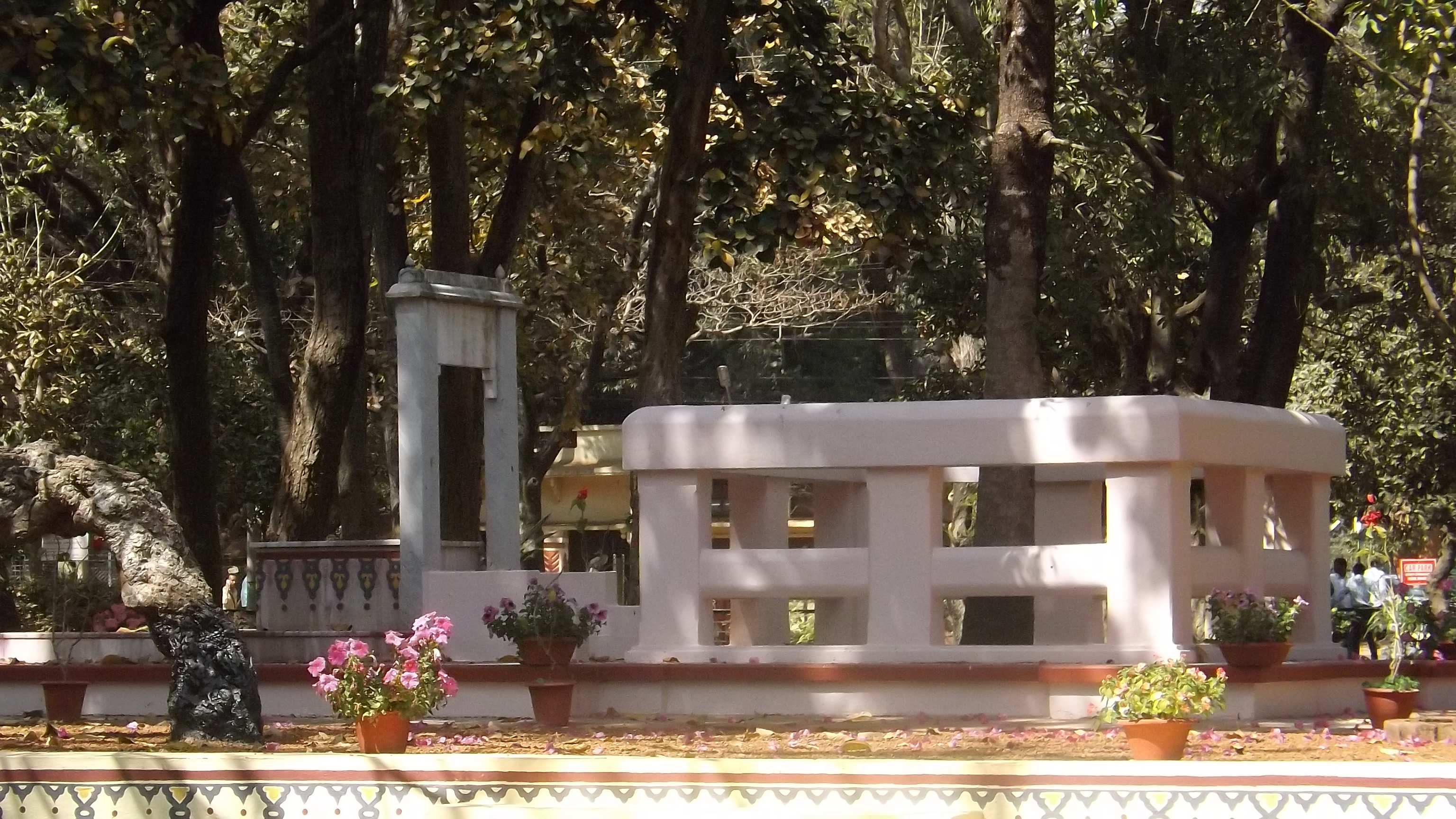
Chhatimtala
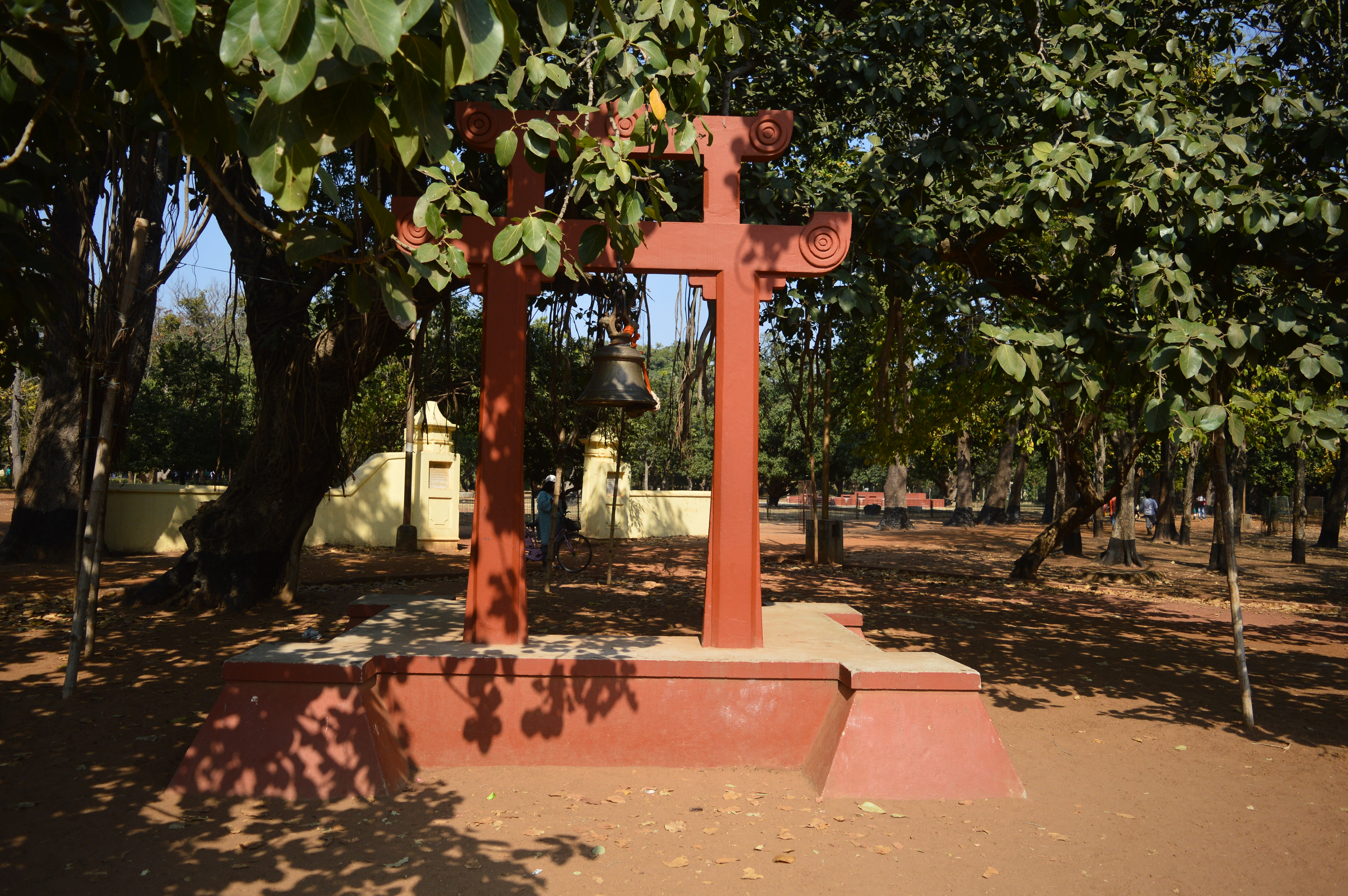
Ghantatala
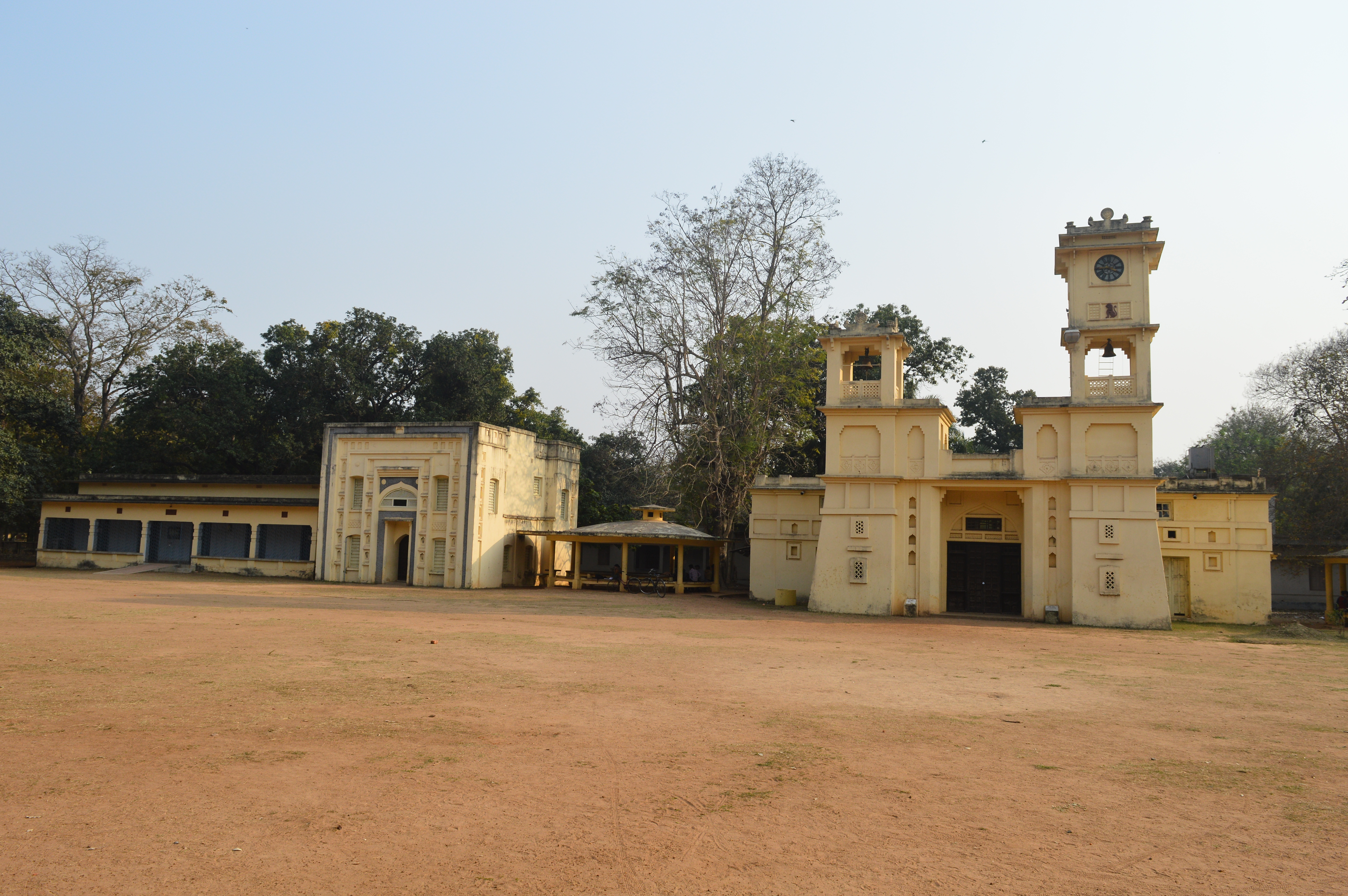
Singha Sadan e Purva Toron
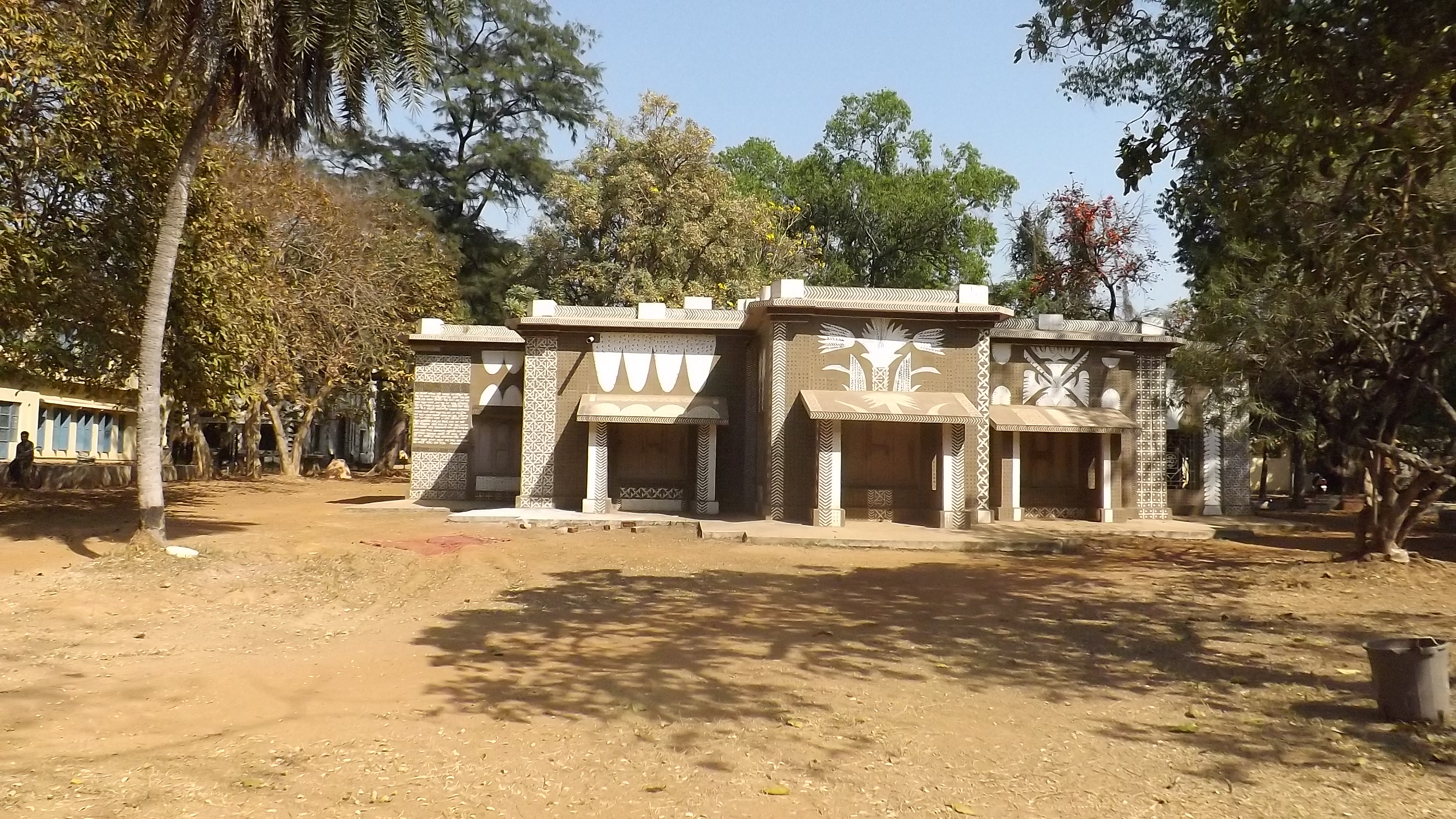
Estúdio de Mastermoshai